# Nueva Topografía
"Nueva Topografía: Fotografías del paisaje alterado por el hombre" (New Topographics: Photographs of a Man-Altered Landscape) fue una exposición  fundamental que tuvo lugar en un momento clave para la fotografía de paisaje en Estados Unidos. La exposición fue comisariada por William Jenkins y se realizó en el Museo Internacional de Fotografía de la George Eastman House (Rochester, Nueva York). Estuvo abierta al público desde octubre de 1975 hasta febrero de 1976.
La exposición tuvo un efecto dominó tanto en la fotografía de paisaje como en el medio fotográfico en general y no sólo en los Estados Unidos, sino también en Europa dónde generaciones de fotógrafos de paisaje adoptaron y aún siguen adoptando el espíritu y la estética de la exposición. Desde esta exposición, fotógrafos como Robert Adams, Lewis Baltz, Bernd y Hilla Becher, Frank Gohlke, Roger Mertin, Bill Owens, Nicholas Nixon, y Stephen Shore ha influido las prácticas fotográficas que se consideran al hacer fotografía de paisaje alrededor del mundo. Como prueba del impacto de esta exposición allende de la escena americana, dos de los diez fotógrafos participantes en la exposición, Lewis Baltz y Frank Gohlke que eran estadounidenses, fueron posteriormente encargados por el gobierno francés para la Misión de la DATAR (enlace roto disponible en Internet Archive; véase el historial, la primera versión y la última)..

## Características
Para participar en la exposición "New Topographics" William Jenkins seleccionó a ocho jóvenes fotógrafos estadounidenses: Robert Adams, Lewis Baltz, Joe Deal, Frank Gohlke, Nicholas Nixon, John Schott, Stephen Shore, y Henry Wessel, Jr. También invitó a Bernd y Hilla Becher, pareja alemana que entonces enseñaba en el Kunstakademie Düsseldorf. Desde finales de los años 1950, los Bechers habían estado fotografiando diversas estructuras obsoletas, principalmente estructuras o restos de estructuras postindustriales, en Europa y América. Primero les exhibieron en serie, como "tipologías", a menudo mostrados en cuadrículas, bajo el título de "Esculturas Anónimas." Estas series fueron adoptadas por el movimiento del Arte conceptual.
Cada fotógrafo participante presentó 10 fotografías. Todo el trabajo de Stephen Shore era en blanco y negro. Las dimensiones de las fotografías eran en un formato  20 cm × 25 cm (8″×10″), excepto las de Joe Trato (32 cm × 32 cm), Gohlke (24 cm × 24 cm) y Bechers que empleó el formato europeo típico (en esa época) de 30 cm × 40 cm.
En la introducción del catálogo, Jenkins definió el denominador común de la exposición como "un problema de estilo" que llamó "anonimato estilístico", como una ausencia alegada de estilo. Jenkins mencionó el trabajo de Edward Ruscha, especialmente sus numerosos libros (26 Estaciones de Gasolina (1962), Varios Fuegos Pequeños (1964), 34 Parcelas de aparcamiento (1967), etc.) que él mismo habría publicado en los años 1960 como una de las inspiraciones para la exposición y el trabajo de los fotógrafos (excepto con los Becher).
"Las imágenes fueron desprovistas de cualquier efecto artístico y reducidas a un estado esencialmente topográfico, transmitiendo cantidades sustanciales de información visual pero desprovista por completo de los aspectos propios de belleza, emoción y opinión,." "[...] Pureza rigurosa, humor inexpresivo y una falta de atención por la importancia de las imágenes." Técnicamente, la mitad de los fotógrafos trabajaban con cámaras de fuelle de formato grande como 8″×10″; (20 cm × 25 cm) ; quienes no la utilizaron emplearon cualquiera de formato medio cuadrado (Trato, Gohlke), o en el caso de Baltz, una de 35 mm con una película  Kodak (Technical Pan) de alta definición pero de velocidad lenta que el fotógrafo amplió en papel de 8″x10″. Solo Baltz y Wessel utilizaban cámaras regulares con película de 35 mm. Un elemento notable de la exposición fue que los artistas disponían de un buen nivel educativo general, lo que suponía un cambio con generaciones precedentes. Tradicionalmente la fotografía se había enseñado como un oficio o había sido objeto de un autoaprendizaje, así la enseñanza en academia había empezado con fotógrafos como Ansel Adams y Minor White, pero esta nueva generación daba la espalda a la aproximación de estos antepasados. Esto estuvo ilustrado por el tema que se escogió así como su compromiso a lanzar un ojo un poco irónico o crítico en lo que la sociedad americana se había convertido. Describieron realidades urbanas o suburbanas bajo cambios en una presuntamente aproximación desde fuera. En la mayoría de los casos, gradualmente ellos mismos se consideraban como viniendo de un punto de vista crítico, especialmente Robert Adams, Baltz, y Trato.
La exposición se repitió en varias ubicaciones: en 1981, seis años después de su presentación original,  se mostró en forma reducida en la Galería Arnolfini de Bristol, en Reino Unido, bajo los auspicios de Paul Graham y Jem Southam. Una presentación a gran escala de la exposición estuvo organizada en 2009 por el Centro para Fotografía Creativa en Tucson. "Nuev Topografía" empezó una gira internacional en 2009, con estancias en la Casa George Eastman  en Rochester, en Nueva York, y el Museo de Arte del Condado del Los Ángeles. En 2011 la exposición pudo ser vista en el Fotomuseo neerlandés de Róterdam, en los Países Bajos, y más tarde en el Museo de Bellas Artes de Bilbao en España.
A pesar de que los ocho fotógrafos incluidos en la exposición original forman el núcleo de la escuela de la Nueva Topografía, fotógrafos como Laurie Brown han sido relacionados con la escuela, así como parte del trabajo de Andreas Gursky, Paul Graham o Candida Höfer.